# 2007年のスポーツ
< 2007年
- 年度別スポーツ記事一覧

2007年のスポーツでは、2007年（平成19年）のスポーツ関連の出来事についてまとめる。
2007年前後：2006年のスポーツ - 2007年のスポーツ - 2008年のスポーツ

## できごと
下記のスポーツはそれぞれの個別記事を参照すること。
2007年の野球（プロ野球、MLB）、2007年のサッカー、2007年の相撲、2007年のバレーボール、2007年のバスケットボール、2007年の日本競馬、2007年のNFL
ただし上記に含まれるスポーツのうち、世界的な影響があった事件、一般社会に対しても長期的かつ大きな影響を及ぼした事件や快挙、複数のスポーツに跨る事態等については本項に重複記載する。

### 2007年全般
- 2007年は日中国交正常化35周年を記念し、日中文化・スポーツ交流年と定められた[1][2]。

### 1月 - 3月
- 1月3日 - ライスボウル、オンワードスカイラークスが法政大学を下し初優勝。
- 1月7日 - 第86回全国高等学校ラグビーフットボール大会、東海大学付属仰星高等学校が優勝。
- 1月13日 - 第43回全国大学ラグビーフットボール選手権大会、関東学院大学が優勝。
- 1月14日 - 第25回全国都道府県対抗女子駅伝競走大会で京都が2時間17分3秒で3年連続10回目の優勝。
- 1月21日 - 第12回全国都道府県対抗男子駅伝競走大会で兵庫が8年ぶり2回目の優勝。
- 2月18日 - 日本国内初の大都市マラソン、東京マラソン開催。（2007年大会の結果は東京マラソン2007を参照。）
- 3月22日 - 2007年世界フィギュアスケート選手権男子シングルで髙橋大輔が日本男子史上最高の銀メダルを獲得。
- 3月29日 - 2006年夏の流水プール事故を受けて、文部科学省と国土交通省がプールの安全標準指針を公示。

### 4月 - 6月
- 4月22日 - スコットランド1部リーグ（スコティッシュ・プレミアリーグ）でセルティックFCが連覇達成。同チームに所属する中村俊輔が年間最優秀選手に選ばれた。ヨーロッパのリーグで日本人選手のMVP受賞は史上初。
- 4月28日 - 野球の独立リーグ・北信越BCリーグの初シーズンが開幕。
- 5月20日 - 男子プロゴルフツアー・マンシングウェアオープン KSBカップにおいてアマチュア選手の石川遼が15歳8ヶ月で史上最年少優勝を達成。
- 5月27日 - 中央競馬の第74回東京優駿（日本ダービー）を18頭中唯一の牝馬であるウオッカが制す。牝馬のダービー制覇は史上3頭目で、1943年のクリフジ以来64年ぶり。

### 7月 - 9月
- 7月4日 - グアテマラで開催されたIOC総会で2014年冬季オリンピックの開催地がロシア・ソチに決定。
- 7月5日 - IOC総会でユースオリンピックの開催が決定。
- 7月8日 - テニスウィンブルドン選手権男子シングルス決勝でロジャー・フェデラーがラファエル・ナダルを下し、1976年-80年の ビョルン・ボルグ以来、27年ぶり4人目の5連覇達成。

- 7月10日 - （現地時間）MLBオールスターゲームがサンフランシスコのAT&Tパークで開かれ、5－4でアメリカンリーグがナショナルリーグを降した。イチロー外野手（マリナーズ）が第3打席でオールスター史上初のランニングホームランを放って逆転に貢献、日本人初のMVPに選ばれた。

- 8月1日 - 日本相撲協会が理事会を開き、負傷のために夏巡業を休場したにもかかわらずモンゴルでのイベントでサッカーに興じていた朝青龍明徳に対し、同年九月場所・十一月場所への出場停止、また、十一月場所千秋楽までの謹慎、および30％の減俸（4ヶ月間）の処分を下したことを発表した。横綱に対しての出場停止処分は明治以後の近代大相撲のみならず、横綱免許制度が出来てからも史上初となる。
- 8月2日 - 日本スケート連盟が、道路交通法違反（酒気帯び運転）で摘発されたフィギュアスケート織田信成に対し、3ヶ月間国内大会出場停止、年内一杯国際大会の出場停止と、連盟特別強化指定選手の取り消す事を決定。
- 8月25日 - 2007年世界陸上選手権が長居陸上競技場で開催。日本で世界陸上選手権が開催されるのは16年ぶり。9月2日まで開催。
- 9月2日 - 2007年世界陸上選手権女子マラソンで、土佐礼子が同大会日本勢唯一のメダルとなる銅メダルを獲得。
- 9月9日 - ジャマイカのアサファ・パウエルが陸上100mで9秒74の世界新記録。
- 9月10日 - 国際柔道連盟 (IJF) 理事選挙で山下泰裕が落選。日本が1952年にIJFに加盟して以来、初めてIJF執行部から日本人がいなくなった。
- 9月23日 - 日本初のフットサル全国リーグ・Fリーグが開幕。
- 9月28日 - 30日 - 富士スピードウェイで30年ぶりにF1日本グランプリが開催。

### 10月 - 12月
- 9月30日 - エチオピアのハイレ・ゲブレセラシエがベルリンマラソンで2時間4分26秒の世界新記録。
- 10月5日 - 日本相撲協会が理事会を開き、6月に発生した時津風部屋力士暴行死事件に関し、時津風親方を解雇、北の湖理事長は減給50％4ヶ月、他理事、監事、役員待遇14名に対し30％3ヶ月の減俸処分。
- 10月5日 - 陸上女子短距離のマリオン・ジョーンズが、ドーピングに関する連邦政府の捜査に対し、偽証したことを認めた。
- 10月15日 - 日本ボクシングコミッションは、11日に行われたWBCフライ級タイトルマッチにおいて、反則を繰り返した亀田大毅に対し、1年間のボクサーライセンス停止処分とした。
- 11月1日 - 日本プロ野球の日本シリーズ第5戦が行われ、中日ドラゴンズが北海道日本ハムファイターズに1対0で勝利し4勝1敗で日本シリーズ優勝達成。53年ぶりの日本一になる。この試合で中日の山井大介と岩瀬仁紀による継投での完全試合を達成。

- 11月14日 - 浦和レッドダイヤモンズがアジアチャンピオンズリーグをJリーグ勢として初制覇。

- 12月16日 - FIFAクラブワールドカップでイタリアのACミランが初優勝。日本の浦和レッドダイヤモンズが3位に入った。

- 12月17日 - 国際ハンドボール連盟が判定をめぐるトラブルで北京オリンピックハンドボールアジア予選をやり直すことを決定。
- 12月26日 - 日本のナショナルトレーニングセンターが竣工。

## 総合競技大会
- 第23回冬季ユニバーシアード（1月17日 - 27日、 イタリア・トリノ） - 日本の獲得メダル : 金3、銀5、銅5
- 第6回アジア冬季競技大会 （1月28日 - 2月4日、 中国・長春） - 日本の獲得メダル : 金13、銀9、銅14
- 第16回冬季デフリンピック（2月1日 - 10日、 アメリカ合衆国・ソルトレイクシティ） - 日本の獲得メダル : 金3、銀0、銅1
- 第24回夏季ユニバーシアード（8月8日 - 18日、 タイ・バンコク） - 日本の獲得メダル : 金19、銀15、銅22
- 第12回スペシャルオリンピックス夏季世界大会（10月10日 - 19日、 中国・上海）
- 第2回アジア室内競技大会（10月26日 - 11月3日、 マカオ） - 日本の獲得メダル : 金8、銀7、銅11
- 2007 青春・佐賀総体（7月28日 - 8月20日、佐賀）
- 第62回秋田わか杉国体（冬季スケート・アイスホッケー - 群馬県・1月27日 - 31日、冬季スキー - 秋田県・2月10日 - 13日、本大会 - 秋田県・9月29日 - 10月9日）
天皇杯順位：優勝 秋田県、第2位 東京都、第3位 埼玉県
皇后杯順位：優勝 秋田県、第2位 東京都、第3位 兵庫県
- 秋田わか杉大会（秋田県・10月13日 - 15日）

## アイスホッケー
- アイスホッケー世界選手権（ ロシア・サンクトペテルブルク、モスクワ・4月27日 - 5月13日） 
決勝 :  カナダ 4-2  フィンランド
- アイスホッケー女子世界選手権（ カナダ・ウィニペグ、セルカーク（英語版）・4月3日 - 10日）
決勝 :  カナダ 5-1  アメリカ合衆国
- NHLオールスターゲーム（1月24日）
ウェスタン・カンファレンス 12 - 9 イースタン・カンファレンス
- NHLスタンレー・カップファイナル（5月28日 - 6月6日）
アナハイム・ダックス（ウェスタン） （4勝1敗） オタワ・セネターズ（イースタン）
- 全日本アイスホッケー選手権大会決勝（新井田インドアリンク・2月12日） 
日本製紙クレインズ 4-1 西武プリンスラビッツ
- アジアリーグアイスホッケー・プレーオフ・ファイナル（釧路アイスアリーナ、ダイドードリンコアイスアリーナ・3月18日～26日） 
日本製紙クレインズ （3勝1敗） 西武プリンスラビッツ

## アメリカンフットボール

### ワールドカップ
- アメリカンフットボール・ワールドカップ（7月7日 - 15日、 日本・川崎）

決勝:アメリカ合衆国 23-20 日本

### NFL
- AFCチャンピオンシップゲーム（1月21日、インディアナポリス・RCAドーム）
インディアナポリス・コルツ 38 - 34 ニューイングランド・ペイトリオッツ
- NFCチャンピオンシップゲーム（1月21日、シカゴ・ソルジャー・フィールド）
シカゴ・ベアーズ 39 - 14 ニューオーリンズ・セインツ
- スーパーボウルXLI（2月4日、マイアミ・ドルフィン・スタジアム） 
インディアナポリス・コルツ (AFC) 29 - 17 シカゴ・ベアーズ (NFC)
- プロボウル（2月10日、ハワイ・アロハ・スタジアム）
アメリカン・フットボール・カンファレンス 31 - 28 ナショナル・フットボール・カンファレンス

### 日本の大会
- ライスボウル（1月3日・東京ドーム）
オンワードスカイラークス（Xリーグ代表） 30 - 29 法政大学トマホークス（学生代表）
- 甲子園ボウル（12月16日・長居陸上競技場）
関西学院大学ファイターズ 41 - 38 日本大学フェニックス
- ジャパンXボウル（12月17日・東京ドーム）
松下電工インパルス 33 - 13 富士通フロンティアーズ

## ウエイトリフティング
- ウエイトリフティング世界選手権が タイ・チエンマイにて開催。
- ウエイトリフティングヨーロッパ選手権が フランス・ストラスブールにて開催。

## オートレース
- 第20回全日本選抜オートレース（2月8日 - 12日、川口オートレース場）優勝 : 伊藤信夫
- 第26回オールスターオートレース（4月26日 - 30日、川口オートレース場）優勝 : 荒尾聡
- 第11回オートレースグランプリ（9月20日 - 24日、船橋オートレース場）優勝 : 武藤博臣
- 第39回日本選手権オートレース（10月31日 - 11月4日、飯塚オートレース場）優勝 : 山田真弘
- 第22回スーパースター王座決定戦（12月20日 - 24日、川口オートレース場）優勝：山田真弘

## オリエンテーリング

### フットオリエンテーリング
- 世界オリエンテーリング選手権（8月18日 - 26日、 ウクライナ・キエフ）
  - ロング競技（男子）優勝: マティアス・メルツ（ スイス）
  - ロング競技（女子）優勝: ミンナ・カウピ、ヘリ・ユッコラ（ともに フィンランド）
  - ミドル競技（男子）優勝: ティエリー・ジョルジュ（ フランス）
  - ミドル競技（女子）優勝: シモーネ・ニグリ＝ルーダー（ スイス）
  - スプリント競技（男子）優勝: ティエリー・ジョルジュ（ フランス）
  - スプリント競技（女子）優勝: シモーネ・ニグリ＝ルーダー（ スイス）
  - リレー競技（男子）優勝:  ロシア
  - リレー競技（女子）優勝:  フィンランド

### スキーオリエンテーリング
- 世界スキーオリエンテーリング選手権（2月23日 - 3月3日、 ロシア・モスクワ州）

## カーリング
- 世界女子カーリング選手権（3月17日 - 25日、青森県営スケート場）
決勝 : カナダ 8-4 デンマーク
- 世界男子カーリング選手権（3月31日 - 4月8日、 カナダ・エドモントン） 
決勝 : カナダ 8-3 ドイツ
- パシフィックカーリング選手権（11月19日 - 11月24日、 中国・北京市）
男子決勝 : 中国 9-2 オーストラリア
女子優勝 : 中国
女子2位決定戦 : 日本 8-6 韓国
- 日本カーリング選手権大会（女子:2月21日 - 25日・妹背牛町カーリングホール、男子:2月28日 - 3月4日・常呂カーリングホール）
男子決勝 : SC軽井沢クラブ 8-2 チーム浅間
女子決勝 : チーム青森 10-9 チーム長野

## 競艇
- 新鋭王座決定戦競走（大村競艇場・1月23日 - 28日）優勝 : 石野貴之
- 女子王座決定戦競走（徳山競艇場・2月27日 - 3月4日）優勝 : 寺田千恵
- 総理大臣杯競走（平和島競艇場・3月16日 - 21日）優勝 : 濱野谷憲吾
- 競艇名人戦競走（大村競艇場・4月17日 - 22日）優勝 : 大嶋一也
- 笹川賞競走（住之江競艇場・5月29日 - 6月3日）優勝 : 瓜生正義
- グランドチャンピオン決定戦競走（戸田競艇場・6月26日 - 7月1日）優勝 : 湯川浩司
- オーシャンカップ競走（桐生競艇場・7月24日 - 29日）優勝 : 魚谷智之
- モーターボート記念競走（蒲郡競艇場・8月28日 - 9月2日）優勝 : 魚谷智之
- 全日本選手権競走（平和島競艇場・10月3日 - 10月8日）優勝 : 高橋勲
- 競艇王チャレンジカップ競走（浜名湖競艇場・11月20日 - 25日）優勝 : 湯川浩司
- 賞金王シリーズ戦競走（福岡競艇場・12月19日 - 24日）優勝 : 山崎智也
- 賞金王決定戦競走（福岡競艇場・12月21日 - 24日）優勝 : 吉川元浩

## クリケット
- クリケット・ワールドカップ（西インド諸島、3月11日 - 4月28日）

決勝:オーストラリア 281/4 (38 overs) - 215/8 (36 overs) スリランカ

## 競馬

### アイルランド
- アイリッシュダービー（7月1日 カラ競馬場）優勝 : ソルジャーオブフォーチュン、騎手 : シェーマス・ヘファナン
- アイリッシュチャンピオンステークス（9月8日 レパーズタウン競馬場）優勝 : ディラントーマス、騎手 : キーレン・ファロン

### アメリカ合衆国
- ケンタッキーオークス（5月4日 チャーチルダウンズ競馬場）優勝 : ラグズトゥリッチズ、騎手 : ギャレット・ゴメス
- 第133回ケンタッキーダービー（5月5日 チャーチルダウンズ競馬場）優勝 : ストリートセンス、騎手 : カルビン・ボレル
- プリークネスステークス（5月19日 ピムリコ競馬場）優勝 : カーリン、騎手 : ロビー・アルバラード
- ベルモントステークス（6月9日 ベルモントパーク競馬場）優勝 : ラグズトゥリッチズ、騎手 : ジョン・ヴェラスケス
- ハンブルトニアン（8月4日 メドウランズ競馬場）優勝 : Donato Hanover、馭手 : Ron Pierce
- アーリントンミリオン（8月11日 アーリントンパーク競馬場）優勝 : ジャンバラヤ、騎手 : ロビー・アルバラード
- ブリーダーズカップ・ターフ（10月27日 モンマスパーク競馬場）優勝 : イングリッシュチャンネル、騎手 : ジョン・ヴェラスケス
- ブリーダーズカップ・クラシック（10月27日 モンマスパーク競馬場）優勝 : カーリン、騎手 : ロビー・アルバラード
- エクリプス賞
年度代表馬 : カーリン
最優秀騎手 : ギャレット・ゴメス

### アラブ首長国連邦
- ドバイワールドカップ（3月31日 ナド・アルシバ競馬場）優勝 : インヴァソール、騎手 : フェルナンド・ハラ

### イギリス
- チャンピオンハードル（3月13日 チェルトナム競馬場）優勝 : サブリミティー、騎手 : フィリップ・カーベリー
- チェルトナムゴールドカップ（3月16日 チェルトナム競馬場）優勝 : コートスター、騎手 : ルビー・ウォルシュ
- グランドナショナル（4月14日 エイントリー競馬場）優勝 : シルバーバーチ、騎手 : ロバート・パワー
- 2000ギニー（5月5日 ニューマーケット競馬場）優勝 : コックニーレベル、騎手 : オリビエ・ペリエ
- 1000ギニー（5月6日 ニューマーケット競馬場）優勝 : フィンシャルベオ、騎手 : ケヴィン・マニング
- エプソムオークス（6月1日 エプソム競馬場）優勝 : ライトシフト、騎手 : テッド・ダーカン
- 第228回エプソムダービー（6月2日 エプソム競馬場）優勝 : オーソライズド、騎手 : ランフランコ・デットーリ
- キングジョージ6世&クイーンエリザベスステークス（7月28日 アスコット競馬場）優勝 : ディラントーマス、騎手 : ジョニー・ムルタ
- セントレジャーステークス（9月15日 ドンカスター競馬場）優勝 : ルカーノ、騎手 : ジミー・フォーチュン

### オーストラリア
- コックスプレート（10月27日 ムーニーヴァレー競馬場）優勝 : エルセグンド、騎手 : ルーク・ノレン
- メルボルンカップ（11月6日 フレミントン競馬場）優勝 : エフィシェント、騎手 : マイケル・ロッド

### シンガポール
- シンガポール航空インターナショナルカップ（5月20日 クランジ競馬場）優勝 : シャドウゲイト、騎手 : 田中勝春

### フランス
- アメリカ賞（1月28日 ヴァンセンヌ競馬場）優勝 : オフショアドリーム、馭手 : ピエール・レベック
- プール・デッセ・デ・プーラン（5月13日 ロンシャン競馬場）優勝 : アストロノマーロイヤル、騎手 : コルム・オドノヒュー
- ジョッケクルブ賞（6月3日 シャンティイ競馬場）優勝 : ローマン、騎手 : ランフランコ・デットーリ
- ディアヌ賞（6月10日 シャンティイ競馬場）優勝 : ウェストウィンド、騎手 : ランフランコ・デットーリ
- サンクルー大賞（6月24日 サンクルー競馬場）優勝 : マウンテンハイ、騎手 : キーレン・ファロン
- ジャック・ル・マロワ賞（8月12日 ドーヴィル競馬場）優勝 : マンデュロ、騎手 : ステファン・パスキエ
- 第86回凱旋門賞（10月7日、ロンシャン競馬場）優勝 : ディラントーマス、騎手 : キーレン・ファロン

### 香港
- クイーンエリザベス2世カップ（4月29日 シャティン競馬場）優勝 : ヴィヴァパタカ、騎手 : マイケル・キネーン
- 香港カップ（12月9日 沙田競馬場）優勝 : ラモンティ、騎手 : ランフランコ・デットーリ

### 広域・その他
- カルティエ賞年度代表馬:ディラントーマス

## 競輪
- 第48回競輪祭朝日新聞社杯争奪競輪王決定戦（小倉競輪場・1月25日〜28日）優勝 : 山崎芳仁
- 第6回東西王座戦（2月23日〜25日）
東西王座戦（東）（宇都宮競輪場・2月23日〜25日）優勝 : 佐藤友和
東西王座戦（西）（宇都宮競輪場・2月23日〜25日）優勝 : 小嶋敬二
- 日本選手権競輪（平塚競輪場3月20日〜25日）優勝 : 有坂直樹
- ふるさとダービー観音寺（観音寺競輪場・4月19日〜22日）優勝 : 山田裕仁
- 高松宮記念杯競輪（大津びわこ競輪場・6月2日〜5日）優勝 : 小嶋敬二
- 寬仁親王牌（前橋競輪場・6月30日〜7月3日）優勝 : 小嶋敬二
- サマーナイトフェスティバル（松戸競輪場・7月20日〜21日）優勝 : 濱口高彰
- ふるさとダービー函館（函館競輪場・8月4日〜7日）優勝 : 山崎芳仁
- オールスター競輪（高知競輪場・9月13日〜17日）優勝 : 飯嶋則之
- 共同通信社杯競輪（京都向日町競輪場・10月5日〜8日）優勝 : 村上博幸
- ふるさとダービー松阪（松阪競輪場・11月1日〜4日）優勝 : 稲垣裕之
- 読売新聞社杯全日本選抜競輪（熊本競輪場・12月1日〜4日）優勝 : 山崎芳仁
- ヤンググランプリ07（立川競輪場・12月29日）優勝 ： 菊地圭尚
- KEIRINグランプリ07（立川競輪場・12月30日）優勝 ： 伏見俊昭

## 剣道
- 第55回全日本剣道選手権大会（11月3日、日本武道館）
優勝 : 寺本将司（大阪府警）
- 第46回全日本女子剣道選手権大会（9月2日、静岡県武道館）
優勝 : 村上千夏（埼玉県警）

## ゴルフ

### 男子プロ
- フェデックスカップ総合優勝：タイガー・ウッズ
- マスターズ(4月5日 - 8日 アメリカ合衆国・ジョージア州・オーガスタ・ナショナル・ゴルフクラブ）
  - 優勝：ザック・ジョンソン（ アメリカ合衆国）+1（289）
    - 日本勢最高は、片山晋呉の＋16（304）で44位タイ
- 全米オープン（6月14日 - 17日 アメリカ合衆国・ペンシルベニア州・オークモントCC）
  - 優勝：アンヘル・カブレラ（ アルゼンチン）+5（285）
    - 日本勢最高は、片山晋呉の＋18（298）で36位タイ
- 全英オープン（7月19日 - 22日 スコットランド・カーヌスティGL）
  - 優勝：パドレイグ・ハリントン（ アイルランド）-7（277）（プレーオフ）
    - 日本勢最高は、谷口徹の＋12（296）で63位タイ
- 全米プロゴルフ選手権（8月9日 - 12日 アメリカ合衆国・オクラホマ州・サザンヒルズCC）
  - 優勝：タイガー・ウッズ（ アメリカ合衆国）-8（272）
- ワールドカップ優勝国： スコットランド（コリン・モンゴメリー&マーク・ウォーレン）

### 男子アマ
- 全英アマ優勝：ドリュー・ウィーバー
- 全米アマ優勝：コルト・ノスト

### 世界4大大会（女子）
- クラフト・ナビスコ選手権(3月29日 - 4月1日 アメリカ合衆国・カリフォルニア州・ミッションヒルズCC）
  - 優勝：モーガン・プレッセル（ アメリカ合衆国）
    - 日本勢最高は、宮里藍の＋3（291）で15位タイ
- 全米女子プロゴルフ選手権（6月7日 - 10日 アメリカ合衆国・メリーランド州・ブルロックGC）
  - 優勝：スサン・ペテルセン（ ノルウェー）
- 全米女子オープン(6月28日 - 7月1日 アメリカ合衆国・ノースカロライナ州・パインニードルズGC）
  - 優勝：クリスティ・カー（ アメリカ合衆国）
    - 日本勢最高は、宮里藍の＋3（287）で10位タイ
- 全英女子オープン(8月2日 - 5日 スコットランド・セント・アンドリュース オールドコース
  - 優勝：ロレーナ・オチョア（ メキシコ）
    - 日本勢最高は、佐伯三貴の＋2（294）で7位タイ

### LPGA・女子国際大会
- 第3回ワールドカップ（1月19日～21日  南アフリカ共和国・ゲーリープレーヤーCC）
  - 優勝： パラグアイ -9（279）　準優勝： アメリカ合衆国 3位： 韓国
    -  日本（諸見里しのぶ・上田桃子ペア）は+12、300で14位にタイ。

### PGA・日本男子メジャー大会
- 日本プロゴルフ選手権大会（5月10日 - 13日 沖縄県・喜瀬カントリークラブ） 
  - 優勝：伊沢利光　-5（283） 初優勝
- 日本ゴルフツアー選手権（6月28日 - 7月1日 茨城県・宍戸ヒルズカントリークラブ） 
  - 優勝：片山晋呉　-9（271） 初優勝
- 日本オープンゴルフ選手権競技（10月11日 - 14日 神奈川県・相模原ゴルフクラブ東コース）
  - 優勝：谷口徹　-5（283） 3年ぶり2回目
- ゴルフ日本シリーズ（11月29日 - 12月2日 東京都・東京よみうりカントリークラブ）
  - 優勝：ブレンダン・ジョーンズ　-11（269） 初優勝

### JLPGA・日本女子メジャー大会
- 日本女子プロゴルフ選手権大会（9月6日 - 9日 広島県・リージャスクレストゴルフクラブグランド） 
  - 優勝：飯島茜　-14（274）　初優勝
- 日本女子オープンゴルフ選手権競技（9月27日 - 30日 北海道・樽前カントリークラブ） 
  - 優勝：諸見里しのぶ　-6（282）　初優勝
- LPGAツアーチャンピオンシップ（11月22日 - 25日 宮崎県・宮崎カントリークラブ） 
  - 優勝：古閑美保　-13（275）　初優勝

## 自転車競技

### ロードレース
- 第90回ジロ・デ・イタリア（5月12日 - 6月3日）
個人総合優勝:ダニーロ・ディルーカ（ イタリア、リクイガス）
ポイント賞:ダニーロ・ディルーカ（ イタリア、リクイガス）
山岳賞:レオナルド・ピエポリ（ イタリア、Saunier Duval-Prodir）
新人賞:アンディ・シュレク（ ルクセンブルク、チームCSC）
- 第94回ツール・ド・フランス（7月7日 - 29日）
個人総合優勝:アルベルト・コンタドール（ スペイン、ディスカバリーチャンネル）
ポイント賞:トム・ボーネン（ ベルギー、クイック・ステップ・イネリゲティック）
山岳賞:マウリシオ・ソレール（ コロンビア、バルロワールド）
新人賞:アルベルト・コンタドール（ スペイン、ディスカバリーチャンネル）
- 第62回ブエルタ・ア・エスパーニャ（9月1日 - 23日）
個人総合優勝:デニス・メンショフ（ ロシア、ラボバンク）
ポイント賞:ダニエーレ・ベンナーティ（ イタリア、ランプレ・フォンディタル）
山岳賞:デニス・メンショフ（ ロシア、ラボバンク）
コンビネーション賞:デニス・メンショフ（ ロシア、ラボバンク）
- ロード世界選手権（9月25日 - 30日、 ドイツ・シュトゥットガルト）
エリート男子ロード優勝:パオロ・ベッティーニ（ イタリア）
エリート男子タイムトライアル優勝:ファビアン・カンチェラーラ（ スイス）
- UCIプロツアー
個人総合優勝者：カデル・エヴァンス（ オーストラリア、プレディクトール・ロト）
- ジャパンカップサイクルロードレース（10月27日・28日、宇都宮市）
男子エリート優勝：マヌエーレ・モーリ（ イタリア、サウニエルドゥバル）

### トラックレース
- トラック世界選手権（3月29日 - 4月1日、 スペイン・パルマ・デ・マヨルカ）
男子スプリント優勝：テオ・ボス（ オランダ）
男子ケイリン優勝：クリス・ホイ（ イギリス）

## 柔道
- 全日本選抜柔道体重別選手権大会（4月7日・8日、福岡国際センター）
- 全日本女子柔道選手権大会（4月22日・東京武道館）
優勝 : 塚田真希（綜合警備保障）（6年連続6回目）
- 全日本柔道選手権大会（4月29日・日本武道館）
優勝 : 鈴木桂治（平成管財）（2年ぶり3回目）
- 2007年世界柔道選手権大会（9月13日 - 16日、 ブラジル・リオデジャネイロ）
- 講道館杯全日本柔道体重別選手権大会（11月17日・18日、千葉ポートアリーナ）

## 水泳
- 第48回日本短水路選手権水泳競技大会（3月3日・4日、東京辰巳国際水泳場）
- 世界水泳選手権 （ オーストラリア・メルボルン・3月18日 - 4月1日） - 日本の獲得メダル:金1、銀4、銅8
- 競泳日本選手権 （千葉県国際総合水泳場・4月5日 - 8日）
- 日本選手権水泳競技大会シンクロナイズドスイミング競技（東京辰巳国際水泳場、5月2日 - 5日）
- 日本選手権水泳競技大会水球競技（東京体育館屋内プール、6月29日 - 7月1日）
- 日本選手権水泳競技大会飛込競技（大分・別府）
- インターナショナル・スイム・ミート2007（世界競泳2007 イン ジャパン）（千葉県国際総合水泳場・8月21日 - 24日）

## スキー・スノーボード
- 2007年スノーボード世界選手権（1月13日 - 20日、 スイス・アローザ）
- 2007年フリースタイルスキー世界選手権（1月21日 - 28日、 イタリア・マドンナ・ディ・カンピリオ）
- 2007年アルペンスキー世界選手権（2月3日 - 18日、 スウェーデン・オーレ）
- 2007年ノルディックスキー世界選手権（2月22日 - 3月4日、札幌市）

## スケート

### ショートトラック
- 世界ショートトラックスピードスケート選手権大会（3月16日 - 18日、 イタリア・ミラノ）

### スピードスケート
- 世界スプリントスピードスケート選手権大会（1月20日・21日、 ノルウェー・ハーマル）
男子総合優勝 : 李奎カク（ 韓国）
女子総合優勝 : アンニ・フリージンガー（ ドイツ）
- 世界オールラウンドスピードスケート選手権大会（2月10日・11日、 オランダ・ヘーレンフェーン）
男子総合優勝 : スベン・クラマー（ オランダ）
女子総合優勝 : イレイン・ブスト（ オランダ）
- 世界距離別スピードスケート選手権大会（3月8日 - 11日、 アメリカ合衆国・ソルトレイクシティ）

### フィギュアスケート
- 2007年四大陸フィギュアスケート選手権（2月5日 - 11日、 アメリカ合衆国・コロラドスプリングス）
男子シングル優勝 : エバン・ライザチェク（ アメリカ合衆国）
女子シングル優勝 : キミー・マイズナー（ アメリカ合衆国）
ペア優勝 : 申雪、趙宏博（ 中国）
アイスダンス優勝 : マリーフランス・デュブリュイル、パトリス・ローゾン（ カナダ）
- 2007年世界フィギュアスケート選手権（3月20日 - 25日、東京体育館）
男子シングル優勝 : ブライアン・ジュベール（ フランス）
女子シングル優勝 : 安藤美姫（ 日本）
ペア優勝 : 申雪、趙宏博（ 中国）
アイスダンス優勝 : アルベナ・デンコワ、マキシム・スタビスキー（ ブルガリア）
- ISUグランプリファイナル（12月13日 - 16日、 イタリア・トリノ）
男子シングル優勝 : ステファン・ランビエール（ スイス）
女子シングル優勝 : 金妍兒（ 韓国）
ペア優勝 : アリオナ・サフチェンコ、ロビン・ゾルコーヴィ（ ドイツ）
アイスダンス優勝 : オクサナ・ドムニナ、マキシム・シャバリン（ ロシア）
- 全日本フィギュアスケート選手権（12月26日 - 28日、大阪府・なみはやドーム）
男子シングル優勝 : 髙橋大輔（関西大学）
女子シングル優勝 : 浅田真央（中京大中京高校）
アイスダンス優勝 : キャシー・リード、クリス・リード（川越FSC）

## スヌーカー
- 世界スヌーカー選手権開催

## セーリング
- ルイ・ヴィトンカップ（4月16日 - 6月7日）
決勝:エミレーツ・チーム・ニュージーランド（ ニュージーランド） （5勝0敗） ルナロッサ・チャレンジ（ イタリア）
- 第32回アメリカスカップ（6月23日 - 7月3日、 スペイン・バレンシア）
アリンギ（ スイス） （5勝2敗） エミレーツ・チーム・ニュージーランド（ ニュージーランド）

## 体操

### 体操競技
- 2007年世界体操競技選手権（9月1日 - 9日、 ドイツ・シュトゥットガルト）
男子個人総合優勝 : 楊威（ 中国）
男子団体優勝 :  中国
女子個人総合優勝 : ショーン・ジョンソン（ アメリカ合衆国）
女子団体優勝 :  アメリカ合衆国}
- 全日本体操競技選手権大会（10月26日 - 28日、東京・代々木第1体育館） 
男子個人総合優勝 : 冨田洋之（セントラルスポーツ）
男子団体優勝 : 徳州会体操クラブ
女子個人総合優勝 : 鶴見虹子（朝日生命体操クラブ）
女子団体優勝 : 朝日生命体操クラブ

### 新体操
- 2007年世界新体操選手権（9月19日 - 23日、 ギリシャ・パトラス）
女子個人総合優勝 : アンナ・ベッソノワ（ ウクライナ）
女子団体総合優勝 :  ロシア
- 第60回全日本新体操選手権大会（11月23日 - 11月25日、東京体育館）
男子個人総合優勝 : 北村将嗣（花園大学）
男子団体総合優勝 : 青森大学
女子個人総合優勝 : 横地愛（イオン）
女子団体総合優勝 : 東京女子体育大学

### トランポリン
- 世界トランポリン競技選手権（11月2日 - 4日、 カナダ・ケベック）
男子個人優勝 : 葉帥（ 中国）
女子個人優勝 : イリーナ・カラバエワ（ ロシア）
- 第44回全日本トランポリン競技選手権大会（9月29日 - 30日、大阪府・ひまわりドーム）
男子個人優勝 : 上山容弘（大阪体育大学）
女子個人優勝 : 廣田遥（阪南大学）

## 卓球
- 全日本卓球選手権大会（1月16日 - 21日、東京体育館） 
男子シングルス優勝：水谷隼（青森山田高）
女子シングルス優勝：平野早矢香（ミキハウス）
男子ダブルス優勝：岸川聖也（スヴェンソン）、水谷隼（青森山田高）組
女子ダブルス優勝：金沢咲希、藤井寛子（日本生命）組
混合ダブルス優勝：福原愛（グランプリ）、坂本竜介（青森大）
- 世界卓球選手権個人戦（ クロアチア・ザグレブ、5月21日 - 27日） 
男子シングルス優勝:王励勤（ 中国）
女子シングルス優勝:郭躍（ 中国）
男子ダブルス優勝:王皓、王励勤（ 中国）
女子ダブルス優勝:王楠、張怡寧（ 中国）
混合ダブルス優勝:王励勤、郭躍（ 中国）

## テニス

### グランドスラム
- 全豪オープン　男子単優勝：ロジャー・フェデラー（ スイス）、女子単優勝：セリーナ・ウィリアムズ（ アメリカ合衆国）
- 全仏オープン　男子単優勝：ラファエル・ナダル（ スペイン）、女子単優勝：ジュスティーヌ・エナン（ ベルギー）
- ウィンブルドン　男子単優勝：ロジャー・フェデラー（ スイス）、女子単優勝：ビーナス・ウィリアムズ（ アメリカ合衆国）
- 全米オープン　男子単優勝：ロジャー・フェデラー（ スイス）、女子単優勝：ジュスティーヌ・エナン（ ベルギー）

### デビスカップ・フェドカップ
- デビスカップ決勝（11月30日 - 12月2日、 アメリカ合衆国・ポートランド）  アメリカ合衆国 （4勝1敗）  ロシア
- フェドカップ決勝（9月15日・16日、 ロシア・モスクワ）　 ロシア （4勝0敗）  イタリア

### 日本
- 全日本テニス選手権（11月11日 - 18日、東京都・有明テニスの森公園）
  - 男子単決勝 鈴木貴男 2 - 0 權伍喜
  - 女子単決勝 中村藍子 2 - 0 波形純理

## バドミントン
- 第10回スディルマンカップ（6月11日 - 17日、 スコットランド・グラスゴー）
優勝 :  中国
- 世界バドミントン選手権大会（8月12日 - 19日、 マレーシア・クアラルンプール）
男子シングルス優勝 : 林丹（ 中国）
女子シングルス優勝 : 朱琳（ 中国）
男子ダブルス優勝 : マルキス・キド、ヘンドラ・セティアワン（ インドネシア）
女子ダブルス優勝 : 楊維、張洁雯（ 中国）
混合ダブルス優勝 : ノヴァ・ウィディアント、リリヤナ・ナシル（ インドネシア）
- 全日本総合バドミントン選手権大会（11月14日 - 11月18日、東京都）
男子シングルス優勝 : 佐々木翔（北都銀行）
女子シングルス優勝 : 今別府香里（三洋電機）
男子ダブルス優勝 : 川口馨士、川前直樹（NTT東日本）
女子ダブルス優勝 : 小椋久美子、潮田玲子（三洋電機）
混合ダブルス優勝 : 舛田圭太（トナミ運輸）、前田美順（NEC九州）

## ハンドボール
- 2007年世界男子ハンドボール選手権（1月19日 - 2月4日、 ドイツ） 
決勝 :  ドイツ 29 - 24  ポーランド
- 北京オリンピックハンドボールアジア予選女子大会（8月25日 - 8月28日、 カザフスタン）
  - 4カ国（ カザフスタン、 日本、 韓国、 カタール）によるリーグ戦。1位カザフスタンが北京オリンピック出場国、2位韓国と3位日本が北京オリンピックIHF世界最終予選出場国となった。
  - この大会はいわゆる「中東の笛」による審判の不正判定があった疑惑がもたれたが、スポーツ仲裁裁判所の判定により最終的に当予選の結果は有効となった。
- 北京オリンピックハンドボールアジア予選男子大会（9月1日 - 9月6日、豊田市）
  - 5カ国（ クウェート、 カタール、 アラブ首長国連邦、 韓国、 日本）によるリーグ戦。1位クウェートはオリンピック出場決定、2位韓国は北京オリンピックIHF世界最終予選へ、日本は3位となり北京オリンピック出場ならず。
  - 女子大会と同様に「中東の笛」による審判の不正判定があったとされたため、男子については予選結果が無効となり、2008年1月に予選のやり直しが行われている。
- 2007年世界女子ハンドボール選手権（12月2日 - 16日、 フランス）
決勝 :  ロシア 29 - 24  ノルウェー
- 全日本実業団ハンドボール選手権大会（7月25日 - 7月29日）
  - 男子:ワクナガレオリック
  - 女子:オムロンピンディーズ
- 第62回国民体育大会（秋田わか杉国体）ハンドボール競技（10月4日 - 10月8日）
  - 成年男子:埼玉県（大崎オーソル）
  - 成年女子:熊本県
  - 少年男子:福井県
  - 少年女子:京都府
- 全日本総合ハンドボール選手権（12月20日 - 24日、東京都）
男子決勝 : 大同特殊鋼 35-28 大崎電気
女子決勝 : オムロン 35-27 広島メイプルレッズ
- 第31回日本ハンドボールリーグ（2006-2007シーズン）
男子優勝 : 大同特殊鋼
女子優勝 : オムロン

## プロレス
- プロレス大賞MVP　三沢光晴（プロレスリング・ノア）
- G1クライマックス優勝　棚橋弘至（初優勝）
- 世界最強タッグ決定リーグ戦優勝　武藤敬司＆ジョー・ドーリング組「日米師弟タッグ」

## ボクシング

### プロボクシング

#### 日本のジム所属選手の世界戦
| 開催日   | 会場                                       | タイトル種別                             | 対戦者                                               | 結果             | 対戦者                                          |
| -------- | ------------------------------------------ | ---------------------------------------- | ---------------------------------------------------- | ---------------- | ----------------------------------------------- |
| 1月3日   | 江東区 有明コロシアム                      | WBC世界スーパーフライ級 タイトルマッチ   | クリスチャン・ミハレス （王者／ メキシコ）           | ☆10RTKO★ 1分05秒 | 川嶋勝重 （2位／大橋）                          |
| 1月3日   | 江東区 有明コロシアム                      | WBA世界スーパーフェザー級 タイトルマッチ | エドウィン・バレロ （王者／帝拳）                    | ☆1RTKO★ 1分12秒  | ミチェル・ロサダ （12位／ メキシコ）            |
| 3月19日  | 文京区 後楽園ホール                        | WBA世界フライ級 タイトルマッチ           | ロレンソ・パーラ （前王者／ ベネズエラ）             | ★3RTKO☆ 0分14秒  | 坂田健史 （3位／協栄）                          |
| 4月6日   | タイ サラブリー                            | WBC世界フライ級 タイトルマッチ           | ポンサクレック・ ウォンジョンカム （王者／ タイ）    | ☆7RTKO★ 終了     | 清水智信 （14位／金子）                         |
| 4月8日   | 文京区 後楽園ホール                        | WBA世界ミニマム級 王座統一戦             | 新井田豊 （正規王者／横浜光）                        | ☆判定★           | 高山勝成 （暫定王者／グリーンツダ）             |
| 5月3日   | 江東区 有明コロシアム                      | WBC世界バンタム級 タイトルマッチ         | 長谷川穂積 （王者／千里馬神戸）                      | ☆判定★           | シンピウェ・ベチェカ （4位／ 南アフリカ共和国） |
| 5月3日   | 江東区 有明コロシアム                      | WBA世界スーパーフライ級 タイトルマッチ   | 名城信男 （王者／六島）                              | ★判定☆           | アレクサンデル・ムニョス （1位／ ベネズエラ）   |
| 5月3日   | 江東区 有明コロシアム                      | WBA世界スーパーフェザー級 タイトルマッチ | エドウィン・バレロ （王者／ ベネズエラ）             | ☆8RTKO★ 1分54秒  | 本望信人 （2位／角海老宝石）                    |
| 6月4日   | 横浜市西区 パシフィコ横浜                  | WBC世界ミニマム級 タイトルマッチ         | イーグル京和 （王者／角海老宝石）                    | ☆判定★           | 八重樫東 （6位／大橋）                          |
| 7月1日   | 文京区 後楽園ホール                        | WBA世界フライ級 王座統一戦               | 坂田健史 （王者／協栄）                              | ☆判定★           | ロベルト・バスケス （暫定王者／ パナマ）        |
| 7月13日  | メキシコ ドゥランゴ                        | WBC世界スーパーフライ級 タイトルマッチ   | クリスチャン・ミハレス （王者／ メキシコ）           | ☆10RTKO★ 2分28秒 | 菊井徹平 （12位／花形）                         |
| 7月18日  | 文京区 後楽園ホール                        | WBC世界フライ級 タイトルマッチ           | ポンサクレック・ ウォンジョンカム （王者／ タイ）    | ★判定☆           | 内藤大助 （6位／宮田）                          |
| 7月21日  | アメリカ合衆国 ラスベガス                  | WBC世界フェザー級 王座決定戦             | オスカー・ラリオス （1位／ メキシコ）                | ★10RTKO☆ 2分37秒 | ホルヘ・リナレス （2位／帝拳）                  |
| 8月19日  | 神戸市東灘区 神戸ファッションマート        | WBA世界フェザー級 タイトルマッチ         | クリス・ジョン （王者／ インドネシア）               | ☆9RTKO★ 終了     | 武本在樹 （6位／千里馬神戸）                    |
| 9月1日   | 文京区 後楽園ホール                        | WBA世界ミニマム級 タイトルマッチ         | 新井田豊 （王者／横浜光）                            | ☆判定★           | エリベルト・ゲホン （1位／ フィリピン）         |
| 9月24日  | 文京区 後楽園ホール                        | WBA世界スーパーフライ級 タイトルマッチ   | アレクサンデル・ムニョス （王者／ ベネズエラ）       | ☆判定★           | 相澤国之 （6位／三迫）                          |
| 10月11日 | 江東区 有明コロシアム                      | WBC世界フライ級 タイトルマッチ           | 内藤大助 （王者／宮田）                              | ☆判定★           | 亀田大毅 （14位／協栄）                         |
| 11月4日  | さいたま市中央区 さいたま スーパーアリーナ | WBA世界フライ級 タイトルマッチ           | 坂田健史 （王者／協栄）                              | 判定引分         | デンカオセーン・カオウィチット （2位／ タイ）   |
| 11月29日 | タイ バンコク                              | WBC世界ミニマム級 タイトルマッチ         | イーグル・デーン・ ジュンラパン （王者／角海老宝石） | ★判定☆           | オーレイドン・シスサマーチャイ （1位／ タイ）   |
| 12月15日 | メキシコ カンクン                          | WBC世界フェザー級 タイトルマッチ         | ホルヘ・リナレス （王者／帝拳）                      | ☆8RKO★ 2分02秒   | ガマリエル・ディアス （1位／ メキシコ）         |
| 12月15日 | メキシコ カンクン                          | WBA世界スーパーフェザー級 タイトルマッチ | エドウィン・バレロ （王者／帝拳）                    | ☆3RTKO★ 1分18秒  | サイド・サバレタ （13位／ メキシコ）            |

## ボート
- 世界ボート選手権（8月26日 - 9月2日、 ドイツ・ミュンヘン）

## モータースポーツ

### 四輪カテゴリー
- ユーロミルホー・ダカールラリー（1月6日 - 21日、 ポルトガル・リスボン～ セネガル・ダカール）
四輪部門優勝 : ステファン・ペテランセル（ フランス、三菱パジェロエボリューション） 45時間53分37秒
- F1
  - ドライバーズチャンピオン:キミ・ライコネン（ フィンランド、フェラーリ）110ポイント（初）
  - コンストラクターズチャンピオン:フェラーリ 204ポイント（3年ぶり15回目）
  - F1モナコGP（5月27日、モナコ・モンテカルロ市街地コース）
優勝:フェルナンド・アロンソ（ スペイン、マクラーレン）
  - 日本グランプリ（9月30日、富士スピードウェイ）
優勝:ルイス・ハミルトン（ イギリス、マクラーレン）
- WRC 世界ドライバーズ・チャンピオンシップ : セバスチャン・ローブ（ フランス、シトロエン）
  - ラリージャパン（10月26日 - 28日、北海道・十勝）
ミッコ・ヒルボネン（ フィンランド、フォード）
- IRL ドライバーズ・チャンピオンシップ : ダリオ・フランキッティ（ スコットランド、アンドレッティ・グリーン・レーシング/ダラーラ/ホンダ）
  - インディジャパン300（4月21日、栃木県・ツインリンクもてぎ）
優勝 : トニー・カナーン（アンドレッティ・グリーン・レーシング）
  - インディ500（5月27日、 アメリカ合衆国・インディアナポリス・モーター・スピードウェイ）
優勝:ダリオ・フランキッティ（ スコットランド、アンドレッティ・グリーン・レーシング/ダラーラ/ホンダ）
- ル・マン24時間レース（6月16日・17日、 フランス・ル・マンサルト・サーキット）
総合優勝 : フランク・ビエラ（ ドイツ）/エマヌエーレ・ピッロ（ イタリア）/マルコ・ベルナー（ ドイツ）
（アウディスポーツ・ノースアメリカ（ ドイツ）、アウディR10） 369周
- フォーミュラ・ニッポン シリーズチャンピオン：松田次生（mobilecast IMPUL）
- SUPER GT
GT500クラスシリーズチャンピオン：伊藤大輔 / ラルフ・ファーマン（ホンダ・NSX）
GT300クラスシリーズチャンピオン：大嶋和也 / 石浦宏明　(トヨタ・MR-S)

### 二輪カテゴリー
- ユーロミルホー・ダカールラリー（1月6日 - 21日、 ポルトガル・リスボン～ セネガル・ダカール）
二輪部門優勝 : シリル・デプレ（フランス、KTM (オートバイ)） 51時間36分53秒
- MotoGP MotoGPクラス世界ライダーズ・チャンピオンシップ：ケーシー・ストーナー（ オーストラリア、ドゥカティ）
  - 日本グランプリ（9月23日、ツインリンクもてぎ）
MotoGPクラス優勝 : ロリス・カピロッシ（ イタリア、ドゥカティ）
- 鈴鹿8時間耐久ロードレース（三重県・鈴鹿サーキット、7月29日）
総合優勝 : 加賀山就臣/秋吉耕佑（ヨシムラ スズキwithJOMO） 216周
- 全日本ロードレース選手権 JSB1000クラスシリーズチャンピオン：渡辺篤（ヨシムラ スズキ）

## ラグビー

### 国際大会
- シックス・ネイションズ（2月3日 - 3月17日）

優勝 :  フランス
- トライネイションズ（6月16日 - 7月21日）

優勝 :  ニュージーランド
- ラグビーワールドカップ（ フランス、9月7日 - 10月20日）

決勝 :  南アフリカ共和国 15 - 6  イングランド

### 日本選手権
- 決勝：2月25日 東京・秩父宮ラグビー場
東芝ブレイブルーパス 19-10 トヨタ自動車ヴェルブリッツ

### ジャパンラグビートップリーグ
- ジャパンラグビートップリーグ ～1月14日
優勝 : 東芝府中ブレイブルーパス 勝点60 （3年連続3度目）
- マイクロソフトカップ決勝（2月4日）
東芝ブレイブルーパス 14-13 サントリーサンゴリアス（3年連続3度目）

### 日本の学生ラグビー
- 全国高校ラグビーフットボール大会決勝（近鉄花園ラグビー場・1月7日）
東海大仰星 （大阪第2）19‐5東福岡（福岡）（7年ぶり2回目）
- 全国大学ラグビーフットボール選手権大会決勝（国立霞ヶ丘競技場陸上競技場・1月13日）
関東学院大学33‐26早稲田大学（3年ぶり6回目）

## 陸上競技
- IAAFグランプリ大阪大会（長居陸上競技場・5月5日）
- 第91回日本陸上競技選手権大会（長居陸上競技場・6月29日 - 7月1日）
- 第11回世界陸上選手権（長居陸上競技場・8月25日 - 9月2日）
- スーパー陸上（9月30日、日産スタジアム）

### マラソン

#### ワールドマラソンメジャーズ
2006-07 男子総合優勝 : ロバート・チェルイヨット（ ケニア） 80ポイント
2006-07 女子総合優勝 : ゲテ・ワミ（ エチオピア） 80ポイント
- ボストンマラソン（4月16日）
男子優勝 : ロバート・チェルイヨット（ ケニア） 2時間14分13秒
女子優勝 : リディア・グリゴリエワ（ ロシア） 2時間29分18秒
- ロンドンマラソン（4月22日）
男子優勝 : マーティン・レル（ ケニア） 2時間07分41秒
女子優勝 : 周春秀（ 中国） 2時間20分38秒
- 世界陸上選手権
男子マラソン（8月25日）個人優勝 : ルーク・キベト（ ケニア） 2時間15分59秒
女子マラソン（9月2日）個人優勝 : キャサリン・ヌデレバ（ ケニア） 2時間30分37秒
- ベルリンマラソン（9月30日）
男子優勝 : ハイレ・ゲブレセラシェ（ エチオピア） 2時間04分26秒 世界新記録
女子優勝 : ゲテ・ワミ（ エチオピア） 2時間23分17秒
- シカゴマラソン（10月7日）
男子優勝 : パトリック・イブチ（ ケニア） 2時間11分11秒
女子優勝 : ベルハネ・アデレ（ エチオピア） 2時間33分49秒
- ニューヨークシティマラソン（11月4日）
男子優勝 : マーティン・レル（ ケニア） 2時間09分04秒
女子優勝 : ポーラ・ラドクリフ（ イギリス） 2時間23分09秒

#### 日本国内大会

##### 男子
- 第56回別府大分毎日マラソン
  - 2月4日 大分市 大分市営陸上競技場スタート・ゴール
  - 優勝 : 藤田敦史（富士通）2時間10分23秒 （初優勝）
- 第62回びわ湖毎日マラソン
  - 3月4日 大津市 皇子山陸上競技場スタート・ゴール
  - 優勝 : サムソン・ラマダニ（ タンザニア）2時間10分43秒 （初優勝）
    - 日本人最高は久保田満（旭化成）の6位　2時間12分50秒
- 第61回福岡国際マラソン
  - 12月2日 福岡市中央区 平和台陸上競技場スタート・ゴール
  - 優勝 : サムエル・ワンジル（トヨタ自動車九州）2時間6分39秒 （初優勝）
    - 日本人最高は佐藤敦之（中国電力）の3位　2時間7分13秒

##### 女子
- 第26回大阪国際女子マラソン
  - 1月28日 大阪市 長居陸上競技場スタート・ゴール
  - 優勝 : 原裕美子（京セラ）2時間23分48秒 （初優勝）
- 第28回名古屋国際女子マラソン
  - 3月11日 名古屋市 瑞穂陸上競技場スタート・ゴール
  - 優勝 : 橋本康子（セガサミー）2時間28分49秒 （初優勝）
- 第29回東京国際女子マラソン
  - 11月18日 東京都 国立霞ヶ丘競技場スタート・ゴール
  - 優勝 : 野口みずき（シスメックス）2時間21分37秒 （初優勝）

##### 男女同日開催
- 第1回東京マラソン
  - 2月18日 東京都 東京都庁前スタート、東京国際展示場ゴール
  - 男子の部優勝 : ダニエル・ジェンガ（ ケニア）2時間09分45秒
    - 日本人最高は佐藤智之（旭化成）の2位　2時間11分22秒

  - 女子の部優勝 : 新谷仁美（豊田自動織機）2時間31分01秒
- 第9回長野オリンピック記念長野マラソン
  - 4月15日 長野市長野運動公園前スタート～長野オリンピックスタジアムゴール
  - 男子優勝 : ネファト・キニャンジュ（ ケニア）2時間13分31秒
  - 女子優勝 : アレブティナ・イワノワ（ ロシア）2時間27分48秒
- 第21回北海道マラソン
  - 9月9日 北海道 真駒内屋外競技場スタート、中島公園ゴール
  - 男子優勝 : ジュリアス・ギタヒ（ ケニア）2時間17分26秒
  - 女子優勝 : 加納由理（セカンドウィンドAC）2時間30分43秒

### 駅伝

#### 男子
- 第51回全日本実業団対抗駅伝競走大会（群馬県・1月1日）
  - 優勝 : 中国電力 4時間47分02秒 （3年ぶり2度目）
- 第83回東京箱根間往復大学駅伝競走（1月2日・3日）
  - 総合優勝 : 順天堂大学 11時間05分29秒 （6年ぶり11度目）
  - 往路優勝 : 順天堂大学 5時間33分13秒 （2年連続8度目）
  - 復路優勝 : 順天堂大学 5時間32分16秒 （6年ぶり9度目）
- 第12回全国都道府県対抗男子駅伝（広島県・1月21日）
  - 優勝 : 兵庫 2時間19分40秒 （8年ぶり2回目）
- 第19回出雲全日本大学選抜駅伝競走（島根県・10月8日）
  - 優勝 : 東海大学 2時間07分14秒 （3年連続3回目）
- 第39回全日本大学駅伝対校選手権大会（愛知県名古屋市熱田区→三重県伊勢市・11月4日）
  - 優勝 : 駒澤大学 5時間16分21秒 （2年連続7回目）

#### 女子
- 第4回全日本大学女子選抜駅伝競走大会（茨城県・1月8日）
  - 優勝 : 立命館大学 1時間40分17秒 （4年連続4度目）
- 第25回全国都道府県対抗女子駅伝（京都市・1月14日）
  - 優勝 : 京都 2時間17分03秒 （3年連続11回目）
- 第25回横浜国際女子駅伝（横浜市・2月25日）
  - 優勝： ロシア 2時間14分48秒（2年連続9回目）
- 第25回全日本大学女子駅伝対校選手権大会（宮城県・10月28日）
  - 優勝 : 立命館大学 2時間6分19秒 （2年連続4度目）
- 第27回全日本実業団対抗女子駅伝大会（岐阜県・12月16日）
  - 優勝 : 三井住友海上 2時間14分3秒 （2年ぶり6度目）
- 第5回全日本大学女子選抜駅伝競走大会（茨城県・12月24日）
  - 優勝 : 立命館大学 1時間39分33秒 （5大会連続5度目）

#### 男女混合
- 第19回国際千葉駅伝
  - 11月23日 千葉市千葉県総合スポーツセンター陸上競技場スタート・ゴール
    - 優勝： 日本 2時間5分56秒

#### 男女同日開催
- 男子第58回、女子第19回全国高等学校駅伝競走大会
  - 12月23日 京都市西京極総合運動公園陸上競技場スタート・ゴール
    - 男子優勝：仙台育英（宮城）2時間03分55秒（2年ぶり7回目）
    - 女子優勝：立命館宇治（京都） 1時間07分06秒（7年ぶり2回目）

## レスリング
- レスリング世界選手権（9月17日 - 23日、 アゼルバイジャン・バクー）
- 平成18年度天皇杯全日本レスリング選手権大会（1月26日 - 28日、駒沢体育館）
- 平成19年度天皇杯全日本レスリング選手権大会（12月21日 - 23日、代々木第二体育館）

## スポーツの賞
- 日本プロスポーツ大賞
大賞 : 浦和レッドダイヤモンズ（Jリーグ）
殊勲賞 : 中日ドラゴンズ（プロ野球）、武豊（中央競馬）、松坂大輔（プロ野球）
最高新人賞 : 上田桃子（女子プロゴルフ）
特別賞 : 青木功（男子ゴルフ）、内藤大助（ボクシング）
- 平成19年度JOCスポーツ賞
最優秀賞 : 浅田真央（スケート）
優秀賞 : 上村愛子（スキー）
新人賞 : 該当者なし
特別功労賞 : 夏見円（スキー）、2007年フェンシング世界選手権女子フルーレ団体日本代表（川西真紀、菅原智恵子、巻下陽子、池端花奈恵）、坂本修一（バドミントン）、池田信太郎（バドミントン）
特別栄誉賞 : 該当者なし
- ローレウス世界スポーツ賞
最優秀男子選手 : ロジャー・フェデラー（ スイス、テニス）
最優秀女子選手 : エレーナ・イシンバエワ（ ロシア、陸上競技）
最優秀チーム : サッカーイタリア代表
最優秀成長選手 : アメリ・モレスモ（ フランス、テニス)
最優秀復活選手 : セリーナ・ウィリアムズ（ アメリカ合衆国、テニス)
最優秀障害者選手 : マルティン・ブラクセンターラー（ ドイツ、アルペンスキー）
最優秀活動選手 : ケリー・スレーター（ アメリカ合衆国、サーフィン）
スピリット・オブ・スポーツ賞 : FCバルセロナ（ スペイン、サッカー）
スポーツ貢献賞 : ルーク・ダウニー（ イギリス、ボクシング）
生涯功労賞 : フランツ・ベッケンバウアー（ ドイツ、サッカー）

## その他のスポーツ
- 第5回スポーツアコード国際会議（ 中国・北京、4月23日 - 27日）

## 誕生
- 1月1日 - 深田茉莉（愛知県、スノーボード）
- 1月19日 - ミア・ブルックス（イングランド、スノーボード）
- 4月22日 - 佐藤和花（宮城県、重量挙げ）
- 7月26日 - 岩永唯伽（岐阜県、キックボクシング）
- 8月3日 - 西矢椛（大阪府、スケートボード）
- 11月16日 - ドルーリー朱瑛里（岡山県、陸上競技）

## 死去
- 1月19日 - スコット・ビガロー（アメリカ合衆国、プロレス、*1961年）
- 1月21日 - マリア・チオンカン（ルーマニア、陸上競技、*1977年）
- 1月27日 - 楊伝広（台湾、陸上競技、*1933年）
- 1月27日 - エレーナ・ロマノワ（ロシア、陸上競技、*1963年）
- 2月2日 - 竹本正男（島根県、体操、*1919年）
- 2月6日 - ウィリー・ホワイト（アメリカ、陸上競技、*1939年）
- 2月10日 - 式守錦太夫 (10代)（佐賀県、相撲、*1940年）
- 2月17日 - マイク・アルフォンソ（アメリカ、プロレス、*1965年）
- 2月25日 - ハーマン・ブリックス（アメリカ、陸上競技、*1906年）
- 2月26日 - 坂谷真史（福井県、競艇、*1980年）
- 3月6日 - アレン・コージ（アメリカ、プロレス、柔道、*1943年）
- 3月10日 - アーニー・ラッド（アメリカ、アメリカンフットボール、プロレス、*1938年）
- 3月13日 - アーノルド・スコーラン（アメリカ、プロレス、*1925年）
- 4月16日 - 若浪順（茨城県、相撲、*1941年）
- 4月21日 - パリー・オブライエン（アメリカ合衆国、陸上競技、*1932年）
- 4月28日 - 三井美代子[5]（東京府/静岡県、陸上競技、*1919年）
- 5月11日 - 岡仁詩（大阪府、ラグビー、*1929年）
- 6月8日 - 隈丸次郎（福岡県、テニス、*1921年）
- 6月25日 - クリス・ベノワ（カナダ、プロレス、*1967年）
- 6月26日 - ユップ・デアバル（ドイツ、サッカー、*1927年）
- 7月6日 - 蔦行雄（兵庫県、野球、*1939年）
- 7月7日 - アレモン（カルロス・アドリアーノ・デ・ジョス・ソアレス）（ブラジル、サッカー、*1984年）
- 7月22日 - ジャン・スタブリンスキ（フランス、自転車競技、*1932年）
- 7月23日 - キラー・トーア・カマタ（アメリカ、プロレス、*1937年）
- 7月28日 - カール・ゴッチ（ドイツ、プロレス、*1924年）
- 7月29日 - ビル・ロビンソン（アメリカ合衆国、野球、*1943年）
- 7月30日 - ビル・ウォルシュ（アメリカ合衆国、アメリカンフットボール監督、*1931年）
- 8月13日 - ブライアン・アダムス（アメリカ合衆国、プロレス、*1964年）
- 8月14日 - 琴櫻傑將（鳥取県、相撲、*1940年）
- 8月28日 - アントニオ・プエルタ（スペイン、サッカー、* 1984年）
- 8月31日 - ゲイ・ブルワー（アメリカ合衆国、ゴルフ、*1932年）
- 9月4日 - 沼田憲保（茨城県、オートバイレーサー、*1966年）
- 9月14日 - ベニー・ヴァンスティーラント（ベルギー、デュアスロン、*1976年）
- 9月15日 - コリン・マクレー（イギリス、ラリードライバー、*1968年）
- 9月21日 - ホルゲール・ブレンデン（ノルウェー、ノルディックスキー、*1929年）
- 9月29日 - ジュラ・ジボツキー（ハンガリー、陸上競技、*1937年）
- 10月1日 - アル・オーター（アメリカ合衆国、陸上競技、*1936年）
- 10月1日 - テツオ・オカモト（ブラジル、水泳、*1932年）
- 10月7日 - 阿部典史（東京都、オートバイレーサー、*1975年）
- 10月18日 - 木原光知子（兵庫県、水泳選手、*1948年）
- 10月18日 - 島田信廣（長野県、オートレース、*1950年）
- 11月5日 - ニルス・リードホルム（スウェーデン、サッカー、*1922年）
- 11月10日 - 成宮明光（神奈川県、競馬調教師、*1935年）
- 11月13日 - 稲尾和久（大分県、野球、*1937年）
- 12月1日 - ケン・マグレガー（オーストラリア、テニス、*1929年）
- 12月15日 - 島野育夫（栃木県、野球、*1944年）